# Błona (okno)
Błona okienna – materiał pochodzenia zwierzęcego służący do wypełniania ram skrzydeł okiennych do XVII wieku (wtedy już sporadycznie).
Błony wyrabiano z rybich pęcherzy, błon żołądkowych (krowich i cielęcych), a także ze skór, papieru, płótna i cienkich deseczek. Z wyjątkiem deseczek, materiały te były półprzezroczyste lub słabo przepuszczały światło, co przyczyniało się do niedoświetlenia pomieszczeń.
Od XVI wieku wypierana przez szkło, zyskała nazwę błony szklanej, czyli małych szkiełek łączonych za pomocą spoiwa ołowiowego lub dwuteowników drewnianych. W przypadku gdy szkiełka miały postać krążków, nazywano je gomółkami.